# نيدهي أجروال
نيدهي أجروال (بالإنجليزية: Nidhhi Agerwal)‏ (ولدت في 17 أغسطس 1993) هي ممثلة وعارضة أزياء هندية من مواليد حيدر آباد؛ وهي تظهر في أفلام بوليوود وتيلوجو. في عام 2017، ظهرت لأول مرة في التمثيل في فيلم Munna Michael. كانت متسابقة نهائية في مسابقة جمال ياماها فاسينو Miss Diva 2014.

## وصلات خارجية
- نيدهي أجروال على موقع IMDb (الإنجليزية)
- نيدهي أجروال على موقع قاعدة بيانات الأفلام العربية
- نيدهي أجروال على موقع قاعدة بيانات الفيلم (الإنجليزية)